# 이리고등학교
이리고등학교(裡里高等學校)는 대한민국 전북특별자치도 익산시 남중동에 위치한 공립 고등학교이다.

## 학교 연혁
- 1955년 4월 15일 : 개교 2학급
- 1955년 6월 17일 : 구교사 준공
- 1970년 9월 1일 : 동중, 이리고 분리
- 1981년 11월 11일 : 30학급 인가
- 1989년 12월 31일 : 본관 증개축 준공
- 1991년 12월 14일 : 과학실 및 특별교실 증축
- 1998년 11월 15일 : 도서관 신축
- 2002년 5월 7일 : 우정학사(기숙사) 준공
- 2013년 4월 25일 : 본관 4층 증축(리모델링)
- 2022년 6월 26일 : 명문관 특별동 준공
- 2023년 3월 1일 : 제27대 박태웅 교장 취임
- 2024년 2월 2일 : 제67회 졸업식(졸업생 272명, 총 24,393명)
- 2024년 3월 4일 : 제70회 입학식(입학생 261명)

## 참고 자료
- 이리고등학교 - 한국교육학술정보원 학교알리미